# Šareni puran
Šareni puran (lat. Meleagris ocellata) je vrsta purana koji pretežito živi na poluotoku Yucatanu. Rođak je udomaćenijeg divljeg purana, i prije je bio tretiran kao zaseban rod (Agriocharis ocellata), ali razlike između te dvije vrste su premalene da bi opravdale rodnu odvojenost.

## Izgled
Relativno je velika ptica, mužjak je dug 90-100 centimetara, a ženka 65-69 centimetara. Ženka je teška 1.9-3.6 kilograma, a mužjak 3.25-5.4 kilograma. Dosta nalikuje divljem puranu, ali mu je perje jarkije boje. Perje na tijelu oba spola je zeleno-brončane boje. Iako je ženka najčešće blijeđeg i zelenijeg perja, perje na prsima je isto kod oba spola i ne može se pomoću njega odrediti spol purana. Repno perje mužjaka i ženki je plavkasto-sivo s plavo-brončanim mjestom pri kraju sa svjetlo-zlatnim vrhom. Pjege na repu se često uspoređuju s onima kod paunova.
Glava je plava s narančastim i crvenim kvržicama, posebno izraženim kod mužjaka. Oko je okruženo "prstenom" svjetlo-crvene boje, što je najbolje vidljivo tijekom sezone parenja. Noge su tamno-crvene, te kraće i tanje nego kod divljeg purana. Mužjaci stariji od godinu dana imaju ostruge na nogama duljine 4-6 centimetara. Te ostruge su dosta tanje nego u divljeg purana.

## Ponašanje
Paunastoliki puran vrijeme najčešće provodi na tlu. Kad je u opasnosti, radije trči nego leti, iako može snažno letjeti na kratke udaljenosti. Pojavljuje se isključivo u manjim grupama. Hrani se sjemenkama, bobičastim voćem, lišćem i kukcima.
Sezona parenja počinje sredinom ožujka. Tijekom sezone parenja mužjak ženke privlači šepurenjem Ženka polaže 8-15 jaja kremaste boje sa smeđim pjegicama u dobro skriveno gnijezdo. Jaja inkubira isključivo pura, a inkubacija traje 28 dana. Mladi su potrkušci, te je jako velika mogućnost da napuste gnijezdo nakon jedne noći. Dok ne dođu do zrele dobi, mladi purići slijede svoju majku. Samo 13% purića izlegnutih u rano ljeto uspije preživjeti.